# 藤村作
藤村 作（ふじむら つくる、1875年（明治8年）5月6日 - 1953年（昭和28年）12月1日）は、国文学者、東京帝国大学名誉教授。東洋大学第9代学長。

## 経歴
出生から修学期
1875年、福岡県柳川で生まれた。橘蔭学館（のちの福岡県立伝習館高等学校）、第五高等学校を経て、東京帝国大学文科大学国文学科に進学。1901年に卒業。
国文学者として(戦前)
卒業後は、第七高等学校造士館教授に就いた。1903年より広島高等師範学校教授を務め、1910年に東京帝国大学国文科助教授となった。1922年に教授昇格。1934年からは東洋大学学長を兼任。1936年に東京大学を定年退職。1940年からは、汪兆銘政権下の北京大学で教鞭を執った。1924年、雑誌『国語と国文学』を創刊。
太平洋戦争後
戦後、1934年に「国語教育学会」を創立。1936年には日本文学協会を創立し、初代会長を務めた。また、二松学舎大学教授、大正大学教授も務めた。関東女子専門学校（現・関東学園大学）名誉学長。1953年に死去。墓は多磨霊園にある。

## 研究内容・業績
専門は日本近世文学。東京大学で初めて近世文学を講じ、それまでは江戸趣味として好事家にしか取り上げられなかった近世文学を学問研究の対象に押し上げた。

## 家族・親族
- 長女：近藤宮子は唱歌作詞家。日本文学者の近藤忠義と結婚したことから、藤村の婿にあたる。
- 次男：赤城さかえ(藤村昌)は俳人、俳論家。[6]。

## 著作
著書
- 『上方文学と江戸文学』至文堂 1922
- 『国文学史総説』中興館 1926
  - 文庫化 角川文庫
- 『近世国文学序説』雄山閣 1927
- 『本居宣長』楽浪書院 1936
- 『日本文学と日本精神』新更会刊行部 1936
- 『日本文学原論』同文書院 1937[7]
- 『日本文学と女性』社会教育協会 1937
- 『常道を行くもの』むらさき出版部 1939
- 『国語問題と英語科問題』白水社 1940
- 『ある国文学者の生涯：八恩記』角川新書 1956

校註など
- 『日本文学大辞典』(全4巻) 編纂、新潮社 1932-1935
- 『訳注西鶴全集』(全13巻) 至文堂 1947-1953

記念論集
- 『近世文学の研究』藤村博士功績記念会 至文堂 1936
- 『国文学の新研究：藤村博士帰還記念論文集』中部国文学会編 愛知書院 1950

校歌作詞
- 大倉高等商業学校（現・東京経済大学）校歌
- 徳島高等工業学校（現・徳島大学）校歌
- 第二東京市立中学校（現・東京都立上野高等学校）校歌
- 長野県立伊那中学校（現・長野県伊那北高等学校）校歌
- 秋田県立能代中学校（現・秋田県立能代高等学校）校歌

## 関連文献
- 東洋大学『東洋大学創立五十年史』1937年
- 西尾実『藤村作先生の足跡』日本文学協会 1954年
- 日野百草 『評伝 赤城さかえ 楸邨・波郷・兜太に愛された魂の俳人』コールサック社 2021年